# 서훈 (1954년)
서훈(徐薰, 1954년 12월 6일~)은 대한민국의 제34대 국가정보원장, 제4대 국가안보실장이다.

## 생애
1954년 서울에서 태어나 서울대학교 교육학과에서 학사 학위 취득한 뒤 미국 존스 홉킨스 대학교 국제관계대학원 석사, 동국대학교 정치학 박사 등을 거쳤다. 1980년 공채 17기로 국가안전기획부에서 공직을 시작했고, 2008년 3월 퇴직시까지 28년 3개월간 국가정보원에 근무했다. 노무현 정부에서 국가정보원 대북전략실장을 거쳐 제3차장을 지냈다. 2017년 문재인 정부의 국가정보원장으로 임명되었다.

## 직무수행
2000년 6·15 정상회담과 2007년 10·4 정상회담 등 남북간 열린 두 차례 정상회담을 모두 막후에서 주도한 베테랑 대북 전문가로 꼽힌다. 또한 김정일을 가장 많이 대면한 인물로도 꼽힌다.
2018년 남북정상회담에서도 핵심적인 역할을 담당하였다. 서훈과 김영철 조선민주주의인민공화국 통일전선부장은 2018년 들어 급격하게 전환된 남북 관계를 주도한 양측 핵심인사로 꼽힌다. 실제 두 사람은 국정원과 통일전선부 사이에 설치된 핫라인을 통해 물밑 접촉을 이어가면서 조선민주주의인민공화국의 2018년 평창 동계 올림픽 참가와 북측 고위급 대표단 및 남측 대북 특사단 방문 등을 성사시켰다. 그로부터 2년 후 2020년 3월 25일을 기하여 더불어민주당에 입당을 한 그는 더불어민주당 당무위원 등을 역임하였다.

## 논란
2019년 5월 21일에 양정철 민주연구원장과 비공개 만찬을 한 것으로 드러났다. 이를 두고 정보기관 수장과 여당 싱크탱크 수장이 만나는 건 부적절하다며, 국정원이 정치적 중립을 지키지 않고 총선에 개입하려는 것 아니냐는 의혹이 제기되었다. 문재인 정부는 "국정원을 정치적으로 이용하지 않고 정권에 충성할 것을 요구하지 않겠다"고 한 적 있기 때문에 이 사건이 더 논란이 되었다. 이혜훈 국회 정보위원장은 "지난 6개월간 서 국정원장을 독대한 적이 단 한 번도 없고, 다른 사람들이 배석한 자리에서 만난 것도 정보위 회의할 때를 제외하면 1시간을 넘은 적이 없다"며 사적 만남에 대해 놀라움을 표했다.

## 학력
- 서울고등학교
- 서울대학교 교육학 학사
- 존스홉킨스대학교 대학원 국제정치학 석사
- 동국대학교 대학원 북한학 박사

## 경력
- 1996년: 한반도에너지개발기구(KEDO) 대표
- 2004년 2월: 국가안전보장회의 정보관리실 실장
- 2004년 12월: 국가정보원 대북전략실장
- 2006년 11월: 국가정보원 제3차장
- 이화여자대학교 북한학과 초빙 교수
- 2017년 6월~2020년 7월 2일: 제34대 국가정보원장
- 2020년 7월 28일~2022년 5월 9일: 제4대 국가안보실장

## 같이 보기
- 문재인
- 국가정보원
- 대한민국 정부